# Indrajaya (Sukaratu)
Indrajaya is een bestuurslaag in het regentschap Tasikmalaya van de provincie West-Java, Indonesië. Indrajaya telt 4579 inwoners (volkstelling 2010).